# Shaun of the Dead
Shaun of the Dead, ein Film des britischen Regisseurs Edgar Wright aus dem  Jahr 2004, ist eine Horrorkomödie und zugleich eine Hommage an klassische Zombiefilme. Der Titel parodiert den Horrorfilmklassiker Dawn of the Dead (1978) von George A. Romero. 
Shaun of the Dead hat diverse Auszeichnungen als bester Film, beste Komödie, bester Horrorfilm und für das beste Drehbuch erhalten sowie Preise für den besten Hauptdarsteller (Simon Pegg) und den besten Nebendarsteller (Nick Frost). Auf der Liste der 100 besten britischen Filme, die das Magazin Empire 2016 veröffentlichte, rangiert er auf Platz 6.
Der Film ist der erste Teil der Blood-and-Ice-Cream-Trilogie.

## Handlung
Shaun ist 29, Verkäufer in einem Elektrowarengeschäft und mit seinem Leben unzufrieden. Soeben hat ihm seine Freundin Liz den Laufpass gegeben, weil er zu viel Zeit in seinem Stamm-Pub, dem Winchester, und vor allem zu viel Zeit mit seinem Mitbewohner Ed, einem faulen, arbeitslosen Klein-Drogendealer, verbringt, der auch nach Meinung von Shauns zweitem Mitbewohner, dem adretten Angestellten Pete, einen schlechten Einfluss auf Shaun ausübt.
Eines Tages wird Shauns Heimatstadt London zunächst schleichend, dann explosionsartig von Zombies überrannt – was er, obwohl mittendrin, zunächst gar nicht bemerkt. Nachdem die rasch wachsende Zombiemenge mit bloßen Händen nicht mehr zu kontrollieren ist, beschließen Shaun und Ed, Zuflucht am einzigen sicheren Ort zu suchen, der ihnen in den Sinn kommt: dem Winchester. Die beiden greifen zunächst Shauns Mutter sowie – eher gegen Shauns Willen – seinen bereits von Zombies gebissenen Stiefvater Philip auf und machen sich gemeinsam mit dem Auto auf den Weg zu Shauns Ex-Freundin Liz. Diese schließt sich der Gruppe mitsamt ihrer Mitbewohnerin Dianne und deren Freund David an.
Philip wird, kurz nachdem er sich in seinen letzten Augenblicken als Lebender mit seinem Stiefsohn ausgesöhnt hat, zum Zombie und muss von der Gruppe zurückgelassen werden. Die verbliebenen Sechs kämpfen sich zu Fuß mit verschiedenen Taktiken durch die Straßen Londons. Zunächst kämpfen sie sich durch die Gärten der Häuser, anschließend verhalten sie sich selbst wie Zombies, um unbehelligt über die Straße zum Winchester gelangen zu können. Dort angekommen wird die Gruppe rasch von den Zombies belagert und fällt diesen schließlich trotz heftiger Gegenwehr nach und nach zum Opfer. Shauns Mutter ist zuvor gebissen worden, hat dies jedoch verheimlicht; sie wird von Shaun trotz Skrupel erschossen. David gerät nach einem Streit zu nahe an ein Fenster und wird von Zombies nach draußen gezogen und zerrissen. Seine Freundin Dianne stürmt daraufhin nach draußen mitten unter die Zombies und verschwindet. Ed wird von dem ebenfalls mutierten Pete gebissen. Damit bleiben nur noch Shaun und Liz übrig, die sich versöhnen und im letzten Augenblick von der eintreffenden Armee gerettet werden.
Die letzte Einstellung des Films zeigt, dass Ed – im Verlaufe des Films von Zombies gebissen und daraufhin selbst zu einem geworden – von Shaun im Geräteschuppen an einer Kette gehalten wird und seine Zeit dort, ganz wie zuvor, vor einer Spielkonsole verbringt.

## Weitere Szenen
Auf der DVD-Fassung befinden sich drei weitere Szenen, die jedoch nicht gefilmt, sondern als Comic dargestellt wurden. In der ersten erzählt Ed, wie er sich im Keller, nachdem Shaun und Liz ihn auf seinen Wunsch hin zurückgelassen haben, unter der Treppe versteckt und so von den Zombies nicht gefunden und zerrissen wird.
In der zweiten Szene geht es um Liz’ Freundin Dianne. Diese ist nicht von den Zombies getötet worden, sondern kletterte auf einen Baum und harrt dort aus – mit Davids Bein als Nahrung – bis die Zombieplage zu Ende ist, fährt zu ihren Eltern und hat gelegentlich noch Kontakt mit Liz und Shaun.
In der dritten Szene sieht man, wie Shaun die Untoten erst mit Leichtigkeit abschütteln kann, als er diese ablenken will, damit die anderen sicher und von den Zombies unentdeckt ins Pub gelangen können, die ihnen sonst sofort durch das kaputte Fenster folgen würden, sich versteckt und von einem Zombie, der ganz hinten in der Menge läuft, entdeckt wird, als er wieder zum Pub zurückkehrt, wobei man sich denken kann, dass dieser sich daraufhin wieder Richtung Shaun dreht, um ihm zu folgen, und alle anderen Zombies dies merken.

## Hintergrund
Shaun of the Dead ist der erste Film der Blood-and-Ice-Cream-Trilogie (etwa: Blut- und Eiscreme-Trilogie), die von den Autoren Simon Pegg und Edgar Wright ersonnen wurde. Die Filme dieser Trilogie zeigen beträchtliche Mengen an Blut und das Verspeisen eines Cornetto-Eises durch mindestens einen der Protagonisten. Im zweiten Film Hot Fuzz – Zwei abgewichste Profis tauchen nicht nur viele Schauspieler wieder auf, auch einige Anspielungen auf den Vorgänger sind vorhanden. Der dritte Teil der Reihe ist The World’s End.
Wright, Pegg, Nick Frost und Jessica Hynes („Yvonne“) arbeiteten bereits in der Serie Spaced zusammen, auf die im Film mehrere Male angespielt wird. In der Folge Art trat die von Simon Pegg gespielte Hauptperson in Traumsequenzen schon einmal gegen Zombies an.
Shaun of the Dead ist von unzähligen Filmzitaten auf das Zombie-Genre geprägt, allen voran die Werke von George A. Romero, der den Film selbst als „sensationell“ bezeichnete. Simon Pegg und Edgar Wright hatten daraufhin einen Cameo-Auftritt als Zombies in Romeros Film Land of the Dead. Trotzdem ist Shaun of the Dead keine reine Parodie auf das Genre; so spielt die Beziehung zwischen Shaun und Liz mindestens eine ebenso wichtige Rolle, wie auch die Tagline Eine romantische Komödie. Mit Zombies. deutlich macht.
Neben der genretypischen Filmmusik kommen im Film zwei Songs der Rockgruppe Queen vor: Don’t Stop Me Now und You’re My Best Friend. Auch das Stück If You Leave Me Now der Band Chicago wird einmal kurz von der Jukebox im Winchester gespielt. Ferner kommt auch ein Musik-Stück von der Gruppe Goblin aus dem Film Zombie von 1978 vor, die den Romero-Film in der europäischen Version musikalisch untermalte.
Shaun of the Dead war auch außerhalb Großbritanniens ein Erfolg: In den USA setzte er 3,3 Millionen US-Dollar allein am Eröffnungswochenende um und belegte den achten Platz der Kinocharts. Mit über 13 Millionen Dollar spielte der Film in den USA etwa doppelt so viel ein wie im Produktionsland.

## Synchronisation
Die Synchronisation des Films übernahm die Berliner Synchron GmbH. Das Dialogbuch schrieb Oliver Rohrbeck, der auch für die Dialogregie verantwortlich war.
| Rolle   | Schauspieler       | Deutscher Sprecher       |
| ------- | ------------------ | ------------------------ |
| Shaun   | Simon Pegg         | Michael Deffert          |
| Ed      | Nick Frost         | Olaf Reichmann           |
| Liz     | Kate Ashfield      | Tanja Geke               |
| Dianne  | Lucy Davis         | Irina von Bentheim       |
| David   | Dylan Moran        | Stefan Krause            |
| Barbara | Penelope Wilton    | Cornelia Meinhardt       |
| Philip  | Bill Nighy         | Frank Glaubrecht         |
| Pete    | Peter Serafinowicz | Viktor Neumann           |
| Yvonne  | Jessica Hynes      | Claudia Urbschat-Mingues |
| Declan  | Martin Freeman     | Oliver Rohrbeck          |
| Noel    | Rafe Spall         | Dennis Schmidt-Foß       |

## Rezeption
Der belgische Künstler Yatkuu baute 2011 mit Lego den Winchester Pub nach. Bilder davon erhielten auf Flickr eine so positive Resonanz, dass der Hersteller Lego im Internet abstimmen ließ, ob die Figuren ins Sortiment übernommen werden sollen.
Die spanisch-kubanische Horrorkomödie Juan of the Dead von 2011 bezieht sich in ihrem Titel auf Shaun of the Dead.

## Kritiken
Der Film hat überwiegend positive Kritiken erhalten. Auf dem englischsprachigen Filmbewertungsportal Rotten Tomatoes erhielt der Film 92 % positive Kritiken (von 212) mit dem Konsens, Shaun of the Dead sei „ein verdammt guter Zombiefilm mit einer Menge Witz“. („Shaun of the Dead cleverly balances scares and witty satire, making for a bloody good zombie movie with loads of wit.“) Der Schriftsteller Stephen King bezeichnete ihn als „brilliant“ und beschrieb den Film als „Parodie, [die] auch einige wirklich furchteinflößende Momente (und ein paar gute Schocker)“ enthalte. Seiner Meinung nach vereine die „beste Szene, in der Shaun nicht bemerkt, dass überall um ihn herum immer mehr Zombies auftauchen […] Humor und Horror in einem angenehm widerlichen Soufflé.“

„Schräger Film, inszeniert mit offensichtlicher Lust am Zombie-Genre, ohne sich im Spiel mit Zitaten zu verlieren. Ohne übermäßigen Einsatz an Kunstblut entwickelt er durchaus eine gewisse Eigenständigkeit.“

„Während andere Parodien auf Romeros Trilogie und deren Nachzügler ihre Komik vor allem aus dem Verhalten der Zombies ziehen […] amüsiert sich Wright eher über das Verhalten und die Reaktionen von Shaun und seinen Freunden. […] Wright nimmt zusammen mit seinem Co-Autor Simon Pegg das typische Gebaren ahnungsloser Männer und Frauen um die 30 aufs Korn.“

„Vor welchem großen Vorbild sich Shaun of the Dead (2004) verbeugt wird mit dem Titel offenkundig, nur sind die Zombies wie in Romeros Film keine Sklaven des Konsums, sondern sämtlich Pubbesucher einer englischen Kleinstadt. So ist es letztlich neben dem Horrorfilm auch eine oftmals mit dem britischen Kino assoziierte thematische Vorliebe für kritischen Sozialrealismus, die nebenbei gehörig auf die Schippe genommen wird. Und selbstredend hält das Ganze einiges an Spaß für den Zuschauer parat.“

„Shaun of the Dead ist für Horrorkomödien und Zombie Fans genau das Richtige. Lustige Selbstironie über die Hauptdarsteller.“

Cinema nennt den Film eine „abgedrehte britische Kult-Komödie“, mit der TV-Regisseur Edgar Wright „einen makaberen Genre-Mix aus aberwitziger Komödie und derber Splatterfleischerei“ inszenierte.
„Was die Komiker aus der Vorlage („Dawn of the Dead“) machen, ist schlichtweg köstlich. Selten wurde ein Genre derart gekonnt und ungemein komisch persifliert“, urteilt Prisma.

## Auszeichnungen
- 2004: British Independent Film Award – Bestes Drehbuch (Simon Pegg und Edgar Wright)
- 2004: Rondo Hatton Classic Horror Awards – Bester Film (Edgar Wright)
- 2004: Golden Schmoes Awards – Größte Überraschung
- 2004: Golden Schmoes Award – Beste Komödie
- 2005: Chainsaw Award – Bester Blockbuster
- 2005: Chainsaw Award – Bester Nebendarsteller (Nick Frost)
- 2005: Chainsaw Award – Bester Hauptdarsteller (Simon Pegg)
- 2005: Chainsaw Award – Bestes Drehbuch (Simon Pegg und Edgar Wright)
- 2005: Saturn Award (USA) – Bester Horrorfilm
- 2005: Bram Stoker Award – Bestes Drehbuch (Simon Pegg und Edgar Wright)
- 2005: Empire Awards (UK) – Bester Britischer Film
- 2005: Evening Standard British Film Awards – Peter Sellers Award for Comedy (Simon Pegg)
- 2005: International Horror Guild – Bester Film